# Erda (Utah)
Erda est une municipalité du comté de Tooele, dans l'État de l'Utah, aux États-Unis. En 2020, elle compte une population de 3 673 habitants.